# Voitove, Zhurivka
Voitove (în ucraineană Войтове, cunoscut până în 2016 sub numele de Voikove, în ucraineană Войкове) este localitatea de reședință a comunei Voikove din raionul Zhurivka, regiunea Kiev, Ucraina. În secolul al XIX-lea, satul făcea parte din volostul Voitove, uezdul Pereiaslav.

## Demografie
Componența lingvistică a localității Voikove
     Ucraineană (97,43%)
     Rusă (1,81%)
     Alte limbi (0,57%)
Conform recensământului din 2001, majoritatea populației localității Voikove era vorbitoare de ucraineană (97,43%), existând în minoritate și vorbitori de rusă (1,81%).